# Градоша
Градоша — деревня в Будогощском городском поселении Киришского района Ленинградской области.

## История
Деревня Градоша обозначена на специальной карте западной части России Ф. Ф. Шуберта 1844 года.

ГРАДОША (ГРАДОЖИ) — деревня Погорельского общества, прихода села Бутково.

Крестьянских дворов — 13. Строений — 18, в том числе жилых — 16. 

Число жителей по семейным спискам 1879 г.: 36 м. п., 42 ж. п.; по приходским сведениям 1879 г.: 32 м. п., 40 ж. п.

В конце XIX века деревня административно относилась к Васильковской волости 1-го стана, в начале XX века — Васильковской волости 4-го стана 3-го земского участка Тихвинского уезда Новгородской губернии.

ГРАДОША — деревня Погорельского сельского общества, дворов — 18, жилых домов — 16, число жителей: 52 м. п., 60 ж. п. 

Занятия жителей — земледелие. Река Пчёвжа. Часовня, земская школа. (1910 год)

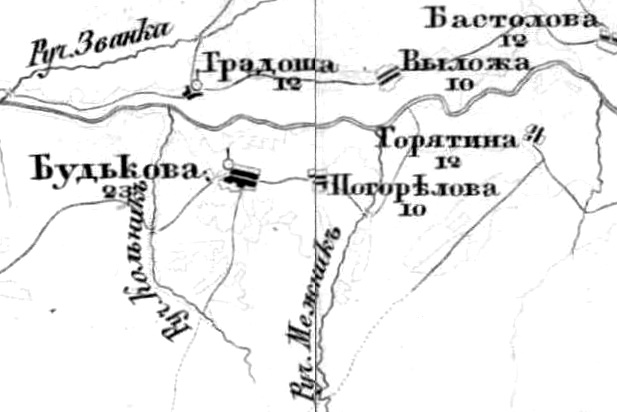
Деревня Градоша на карте 1915 года

Согласно карте Петроградской и Новгородской губерний 1915 года деревня Градоша насчитывала 12 дворов, в деревне находилась часовня.
С 1917 по 1918 год деревня Градоша входила в состав Васильковской волости Тихвинского уезда Новгородской губернии.
С 1918 года в составе Череповецкой губернии.
С 1927 года в составе Будогощенского сельсовета Будогощенского района.
С 1928 года в составе Званского сельсовета. В 1928 году население деревни Градоша составляло 111 человек.
С 1932 года в составе Киришского района.

Деревня Градоша на карте 1932 года

Согласно карте Ленинградской области Северо-западного аэрогеодезического треста ГГУ издания 1932 года деревня называлась Гродоша и насчитывала 12 крестьянских дворов.
По данным 1933 года деревня Градоша входила в состав Званского сельсовета Киришского района.
Согласно переписи населения СССР 1939 года население деревни Градоша составляли 50 мужчин и 41 женщина, всего 91 человек.
С 1963 года в составе Волховского района.
С 1965 года вновь в составе Киришского района. В 1965 году население деревни Градоша составляло 27 человек.
По данным 1966 года деревня Градоша также входила в состав Званковского сельсовета.
По данным 1973 и 1990 годов деревня Градоша входила в состав Будогощского сельсовета.
В 1997 году в деревне Градоша Будогощской волости проживали 8 человек, в 2002 году — 6 (все русские).
В 2007 году в деревне Градоша Будогощского ГП проживали 4 человека, в 2010 году — 7.

## География
Деревня расположена в юго-восточной части района на автодороге 41К-547 (Будогощь — Половинник).
Расстояние до административного центра поселения — 8 км.
Расстояние до ближайшей железнодорожной станции Будогощь — 9 км.
Деревня находится на правом берегу реки Пчёвжа.

## Демография
| 1879 | 1910 | 1928 | 1965 | 1997 | 2002 | 2007 |
| ---- | ---- | ---- | ---- | ---- | ---- | ---- |
| 78   | ↗112 | ↘111 | ↘27  | ↘8   | ↘6   | ↘4   |
| 2010 | 2017 |      |      |      |      |      |
| ↗7   | ↗8   |      |      |      |      |      |

### Национальный состав
Согласно данным Всероссийской переписи населения 2021 года в деревне проживали 6 человек, все русские.

## Улицы
Дачная, Лесная, Садовая.